# Puentes Viejas
Puentes Viejas település Spanyolországban, Madrid tartományban. Puentes Viejas Madarcos, Prádena del Rincón, Puebla de la Sierra, Berzosa del Lozoya, Robledillo de la Jara, Cervera de Buitrago, El Berrueco, Lozoyuela-Navas-Sieteiglesias, Buitrago del Lozoya és Piñuécar-Gandullas községekkel határos. Lakosainak száma 775 fő (2024).

## Népesség
A település népessége az utóbbi években az alábbiak szerint változott:
| Lakosok száma | 407  | 427  | 500  | 623  | 667  | 620  | 632  | 679  | 697  | 775  |
|               | 2001 | 2004 | 2007 | 2009 | 2012 | 2014 | 2017 | 2019 | 2022 | 2024 |